# Patella swakopmundensis
Patella swakopmundensis is een slakkensoort uit de familie van de Patellidae. De wetenschappelijke naam van de soort is voor het eerst geldig gepubliceerd in 2009 door Massier.